# Ехнатон
Аменхотеп IV също известен като Ахенатен или Ахенатон, по-късно Ехнатон е десетият фараон от Осемнадесетата династия на Древен Египет, царувал от 1353 пр.н.е. – 1336 година пр.н.е. Негова главна жена е прекрасната Нефертити, от която има 6 дъщери. Историците твърдят, че от принцеса Кия има син – Тутанкатон (Тутанкамон), защото има съвпадение на ДНК.
Ехнатон остава в историята като първият монотеистичен владетел. Фараонът приема името Ехнатон („Угоден на Атон“) и извършва религиозна реформа в държавата си. Обявява Атон за върховен бог, а по-късно и за единствен. Унищожава храмове и надписи на бившите богове. Египетските жреци и голяма част от населението са недоволни от това и скоро след края на управлението му връщат нещата постарому. Заради неприязънта им към него разрушават много от създадените по негово време сгради и изкуство.
Преоткрит е от историята през XIX век с откритието на град Ахетатон, столицата по негово време, близо до днешния Амарна. Скоро след разкопките в централната част от Долината на царете е открита малката гробница KV55 (дълга 27,61 м), която е в непосредствена близост до и под гробницата KV6 (фараон Рамзес IX) и от другата страна на приземния етаж от гробницата KV7 (фараон Рамзес II) и сравнително наскоро откритата гробница KV62 (фараон Тутанкамун), а през 1907 г. от нея е извадена мумия, вероятно на Ехнатон. ДНК анализ, компютърна томография и една и съща кръвна група А2 Rh (-) заключават, че мумията е на бащата на Тутанкамон.

## Ранни живот и управление
Аменхотеп IV („Амон е доволен“) e син на Аменхотеп III и царица Тий. По-големият престолонаследник умира и следващият син е кръстен на баща си.
Спори се дали управлява сам чак след смъртта на баща си или има период на съуправление (според някои историци продължава чак 12 години). Много от съвремените египтолози – Николас Рийвс, Алън Гардинър, Донълд Редфорд и др. смятат, че или няма такъв период, или продължава само една-две години. През февруари 2014 година са открити надписи в гробница в Луксор,сочещи поне осемгодишно съуправление.
Коронован е в Тива. Скоро след това започва строителни проекти в храмове, а и започва строителство по храм в името на Атон в Източен Карнак, от който днес остават само отделни части нарисувани камъни. Този храм е кръстен Гемпаатен („Слънчевият диск се намира в имота на Атон“). Състои се от няколко части, включително палат, а една от частите е посветена на жена му – Нефертити, една от най-известните египтянки и смятана за една от най-красивите жени в историята. Строят се още поне два храма в Карнак.
През това време още не е забранено поклонничеството на Ра и главният жрец на Ра все още има власт през четвъртата година от управлението на Аменхотеп IV. От гробници от този период (TT192, TT55, TT188) става ясно, че все още използва това име, но бива представен седнал на трон-слънчев диск или слънчевият диск присъства по друг начин в рисунките.

## Религиозна реформа
Религиозната реформа е свързана и със смяната на името на Аменхотеп IV – той се превръща в Ехнатон(„Угоден на Атон“) през шестата година на управлението си. Година по-рано променя 4 от своите 5 титли да имат общо с Атон и започва изграждането на нова столица – Ахетатон („Хоризонта на Атон“), близо до дн. Амарна. В нея централизира религиозните практики. В новата столица се изграждат и нови храмове – преклонението пред Атон става под сиянието на Слънцето, а не в мрачни храмови помещения. Скоро след смъртта му столицата бива изоставена и потъва в пустинята.
Ехнатон е първият монотеистичен владетел. В същност въвежда централизираното събиране на данъци, с право после да се разпределят по места, а не както е било преди него. На практика това означава непризнаване на божествена същност на претендиращите местни владетели, събирали преди него данъците и изпращали много малка част към централната власт на фараона. Именно поради тази причина е било належащо създаване на единен върховен господар, на който всички да се кланят като на господ. През шестата година на управление провъзгласява себе си за пазител на слънчевия диск и в това си качество приема името Атон вместо Амон Ра. По този начин, както и със смяната на столицата, подкопава властта на жреците на Амон-Ра в Тива. В крайна сметка жреците му спретват преврат от който той успява да се спаси с помощта на евреите, като им дарява Кивота, оставайки жреците без връзка с Господ.
По-късно, през деветата година от управлението си, забранява всички други богове и се обявява за единствен медиатор между себе си и Атон. Забранява всякакви изобразения на богове, освен слънчевият диск на Атон (който е единственият позволен начин за изобразяването му). След даден момент унищожава надписите на имената на другите богове, особено на Амон. Много от придворните на Атон сменят имената си (и по този начин своя бог-покровител). Атон започва да се изписва фонетично, вместо да се използва слънчевият диск за негово име. Ехнатон обявява себе си за син на Атон и желае хората да го благословят, а само той и Нефертити могат пряко да се прекланят пред Атон. Смята се, че той създава Великия химн на Атон.
За много от хората и жреците това било ерес (понякога в днешно време атонизма бива наричан „Амарнска ерес“). Не минава много време след смъртта на фараона и всички следи от него биват унищожени целево, а старите божества са върнати. Камъни от Ехнатонови здания се използват по-късно за изграждане на нови. Фараонът Хоремхеб унищожава изключително много от изкуството и сградите на Ехнатон.

## Семейство и изобразяване

### Семейство
Ехнатон има за своя главна жена Нефертити. Тя му ражда шест дъщери – Меритатон, Мекетатон, Анхесенатон, Нефернеферуатон Ташерит, Нефернеферуре, Сетепенре, но нито един син. За да се осигури с такъв, той взима нова съпруга – нубийската принцеса Кия, от която има син. Кръщават го Тутанкатон („Жив образ на Атон“), това е бъдещия Тутанкамон. Тутанкатон се жени за полусестра си – Анахсенатон.
Според по-стари теории, тъй като царица Тий (майката на Ехнатон) не харесвала Нефертити, към 7-ата година от неговото царуване тя изчезнала незнайно къде, а в страната настъпила паника. Много скоро кланът Амарна изгубил популярност.
Някои предполагат, че взима някои от дъщерите си за съпруги, за да има син, но това е много спорно. Знае се, че Аменхотеп III, баща му, взема поне една дъщеря от дъщерите си за своя главна жена, но тази позиция е и церемониална, не е задължително да са имали сексуални отношения.

### Изобразяване на Ехнатон и родствениците му
Изкуството се развива бързо по време на управлението на Ехнатон и се различава от типичното за това време. Представянето на хора става по натуралистично, избягват се идеализациите. Семейстото на Ехнатон обаче е силно стилизирано. Изобразяват се с шкембе, слаби ръце, издължени черепи, преувеличени черти на лицето. Докато обикновено божествеността на фараона се изобразява със замръзнала позиция, вдъхваща уважение, това не е така при Ехнатон. Често семейството му се изобразява грижещо се един за други, хванали се за ръце и извършващи някакво действие.
Нефертити бива изобразена, извършваща действия, които са типично отредени за фараоните, а също така дори и сама. За това се смята, че вероятно има много по-голяма власт в държавата, отколкото типичната жена на фараон. Да не забравяме, че само тя освен Ехнатон има право на почита Атон. През ранното управление на фараона, тя е изобразявана със сходни (почти еднакви) черти на неговите.
Защо Ехнатон желае да бъде представян по този може да се каже леко гротескен начин – с шкембе, слаб и с двуполови черти (на някои места е изобразяван с гърди), остава мистерия и до днес. Докато не се намери мумията му, всякакви предположения остават твърде спекулативни.
Някои учени идентифицират мумия 61074, открита в KV55, недовършена гробница в Долината на царете, като Ехнатон. Ако е така или ако мумията от KV 55 е на негов близък роднина, Сменхкара, мерките ѝ са склонни да подкрепят теорията, че изобразяването на Ехнатон преувеличават реалния му вид. Въпреки че мумията се състои само от отделни кости, черепът е издължен и има изпъкнала брадичка, а крайниците са леки и дълги. През 2007 г. Захи Хауас и екип от изследователи направиха компютърна томография на мумия 61074. Удължения череп, скулите, цепнатото небце и хоризонталния мъдрец водят до предположения, че мумията е бащата на Тутанкамон, и по този начин е Ехнатон. 

## Смърт и наследяване
Последното датирано появяване на Ехнатон и на клана Амарна е гробницата на Мериря II – вторият месец на дванадесетата година от управлението му.
Тялото на мумията от KV55 е преминало ДНК анализ, показващ, че това е бащата на Тутанкамон и следователно е „почти сигурно“ Ехнатон. В гробницата са намерени предмети от ерата на Амарните, включително и погребана маска, която е била целево унищожена. Саркофагът бил разрушен, но сега е реконструиран и е поставен пред историческия музей в Кайро, Египет.
Макар че смъртта на Ехнатон се приема през 17-ата година на управлението му, не се знае колко дълго живее Сменхкара. Възможно е последните две-три години от живота на Ехнатон той да е бил съуправляващ. Ако надживява фараона може дори за кратък период (по-малко от година) да е властвал над Египет. Следващият наследник е Нефернеферуатон, жена фараон, която владее Египет в продължение на две години и един месец. Тя, от своя страна, може би е наследена от Тутанкатон, полубрат ѝ, който е твърде малък и затова страната се управлява от главен везир и бъдещ фараон, Ай. Предполага се, че след смъртта на Ехнатон, Нефертити царува с името на Нефернеферуатон, но други учени смятат, че тази жена е по-скоро Меритатон. Стела, намерена в гробница в Амарна, вероятно показва Нефертити като управляваща заедно с него, но това не е сигурно, тъй като имената са били отстранени и издълбани наново да изписват Анакхсенаатон и Нефернеферуатон.
Със смъртта на Ехнатон, атонизмът запада. През втората година на управлението си (1332 г. пр. Хр.), Тутанкатон сменя името си на Тутанкамон и изоставя Ахетатон. Предполага се, че Тутанкамон е искал да премести семейството си от Амарна, мястото където неотдавна живял и царувал, в Кайро – новата му столица. Наследниците му Ай и Хоремхеб разглобяват много от Ехнатоновите храмове, включително и този в Тива, и ги използват за лесно достъпни строителни материали и декорации в собствените си храмове.
Владетелите между Аменхотеп III и Хоремхеб са премахнати от официалните списъци с фараони. Предполага се, че това е част от опитите на Хоремхеб да премахне всяка следа от атонизма и обвързаните с него фараони от историята. Ехнатон не присъства в списъците на владетели и при следващите фараони. Той е преоткрит през XIX век.
- Възстановен кенотаф на Ехнатон, изложен в Египетския музей, Кайро. От кралската гробница в Амарна
- Вход на гробницата в Амарна